# Rehetobel
Rehetobel é uma comuna da Suíça, no Cantão Appenzell Exterior, com cerca de 1.744 habitantes. Estende-se por uma área de 6,75 km², de densidade populacional de 258 hab/km². Confina com as seguintes comunas: Eggersriet (SG), Grub, Heiden, Speicher, Trogen, Wald. 
A língua oficial nesta comuna é o Alemão.